# 1846 en musique
| \| • Retour à la chronologie générale de la musique populaire • \| |
| XXIe siècle • XXe siècle • XIXe siècle • XVIIIe siècle XVIIe siècle • XVIe siècle • XVe siècle • XIVe siècle XIIIe siècle • XIIe siècle • XIe siècle • Xe siècle IXe siècle • VIIIe siècle • Haut Moyen Âge • Rome • Grèce |
| • Retour à la chronologie générale de la musique populaire • |

| • Retour à la chronologie générale de la musique populaire • |

| Années de la musique populaire : 1843 - 1844 - 1845 - 1846 - 1847 - 1848 - 1849    |
| Décennies de la musique populaire : 1810 - 1820 - 1830 - 1840 - 1850 - 1860 - 1870 |

## Événements et œuvres
- Adolphe Sax met au point le saxophone.
- Édition imprimée de la mélodie de la chanson de marins Les Filles de La Rochelle[1].
- Cent et une petites misères, chanson composée par 39 chansonniers de goguettes et comptant 101 couplets, publiée à Paris chez Letac.
- Le Chant des ouvriers, paroles et musique de Pierre Dupont[2].
- Théophile Marion Dumersan publie à Paris chez G. de Gonet le recueil Chansons nationales et populaires de la France, où figure notamment la chanson Le Conscrit de 1810.

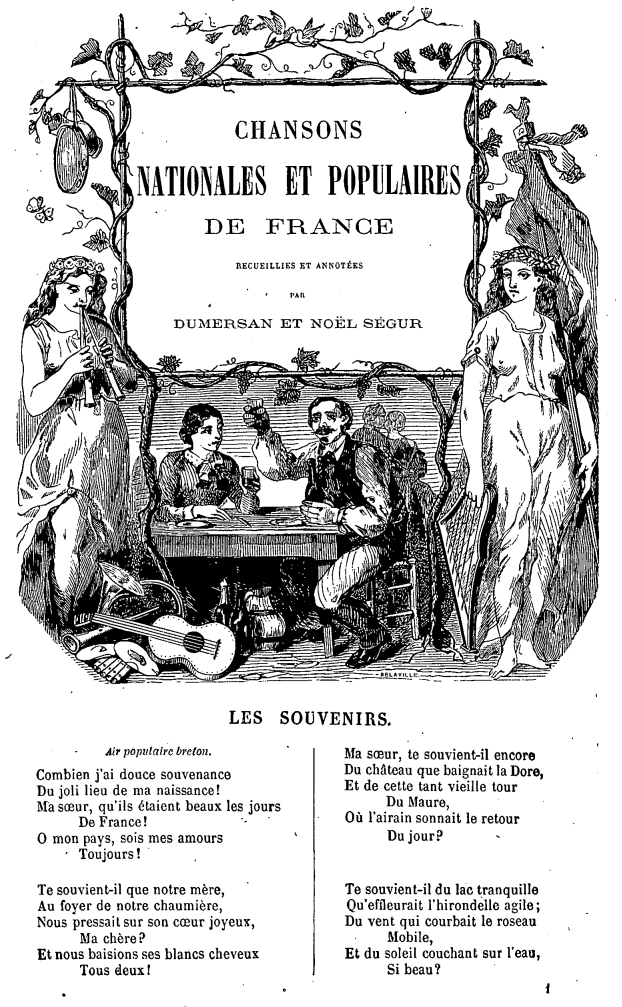
Frontispice des Chansons nationales et populaires de France

- La Casquette du père Bugeaud, chant militaire français de l'Armée d'Afrique.
- Josip Runjanin compose la mélodie de l'hymne national croate Lijepa naša domovino[3].

- Date incertaine :
  - 1846 ou 1847 : Brille, brille, mon étoile, chanson russe de type romance.

## Naissances
- 19 avril : Victor Herpin, compositeur et chef d'orchestre français, qui a écrit les musiques de près d'une centaine de chansons, mort en 1888.